# Уахикори
Уахикори (исп. Huajicori) — город в Мексике, штат Наярит, административный центр одноимённого муниципалитета. Численность населения, по данным переписи 2010 года, составила 3 004 человека.

## Общие сведения
Название Huajicori с языка науатль можно перевести, как: где много пейоте.

## История
В 1530 году в этот регион прибыл Ниньо Гусман, покорив местные племена индейцев.
В 1539 году индейцы, проживавшие в современном Уахикори и Акапонета подняли восстание, но оно было сломлено испанскими колонистами.
В 1621 году в поселении была основана церковь, после чего начались миссионерские миссии и крещение индейцев. Также начато освоение рудных, в основном золотых, месторождений.
В 1835 году в Уахикори появилась первая школа.
В 1885 году Уахикори включается в округ Акопонета, а в 1917 году, при создании штата Наярит, формируются муниципалитеты и Уахикори становится главой одноимённого муниципалитета.